# Crustodontia chrysocreas
Crustodontia chrysocreas — вид грибів, що належить до монотипового роду  Crustodontia.